# 1900 en Nouvelle-Écosse
Chronologie de la Nouvelle-Écosse
- 1896
- 1897
- 1898
- 1899
- 1900
- 1901
- 1902
- 1903
- 1904

Cette page concerne des événements d'actualité qui se sont produits durant l'année 1900 dans la province canadienne de la Nouvelle-Écosse.

## Politique

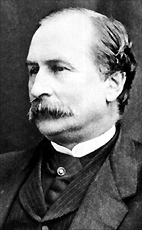
Alfred Gilpin Jones

- Premier ministre : George H. Murray
- Chef de l'Opposition :
- Lieutenant-gouverneur : Malachy Bowes Daly puis Alfred Gilpin Jones
- Législature :

## Événements
- Fondation du journal "L'Acadie" à Weymouth.

## Naissances
- 11 juin : Claude Sartoris Richardson (Né à Sydney - décédé le 22 février 1969) fut un avocat et homme politique fédéral du Québec.